# سیارک ۸۵۵۱
سیارک ۸۵۵۱ (به انگلیسی: 8551 Daitarabochi، نامگذاری:1994VC7) هشت هزار و پانصد و پنجاه و یکمین سیارک کشف شده‌است که در ۱۱ نوامبر ۱۹۹۴ کشف شد.
قدر مطلق سیارک برابر ۱۰٫۸۰ است.